# Louis Pierre Gratiolet
Louis Pierre Gratiolet (ur. 6 lipca 1815 w Sainte-Foy-la-Grande, zm. 16 lutego 1865 w Paryżu) – francuski anatom i zoolog. Zastąpił Isidore Geoffroya Saint-Hilaire na katedrze zoologii Uniwersytetu w Paryżu.
Gratiolet pamiętany jest za prace z dziedziny neuroanatomii i antropologii fizycznej. Uważany jest za autora podziału kresomózgowia na pięć płatów (czołowy, skroniowy, ciemieniowy, potyliczny i wyspę). Nazwisko anatoma upamiętnione jest w eponimicznej nazwie promienistości Gratioleta (promienistości wzrokowej).
Razem z Paulem Broką prowadził badania porównawcze nad afazją i płatami czołowymi. Był jednak głośnym krytykiem tezy Broki o liniowej zależności między inteligencją a wielkością mózgu.

## Wybrane prace
- Gratiolet, Leuret. Anatomie comparée du système nerveux considéré dans ses rapports avec l’intelligence Paris: Ballière, 1839.
- Recherches sur l’organe de Jacobson. 1845
- Mémoire sur les Plis Cérébraux de l’Homme et des Primates. Paris: Bertrand, 1854.
- Recherches sur le système vasculaire de la Sangsue médicinale et de l’Aulastome vorace Recherches, 1862
- De la Physiognomie et des Mouvements d’Expression, 1865.
- Recherches sur l’anatomie de l’hippopotame. 1867.